# 24144 Philipmocz
24144 Philipmocz è un asteroide della fascia principale. Scoperto nel 1999, presenta un'orbita caratterizzata da un semiasse maggiore pari a 2,8923880 UA e da un'eccentricità di 0,0081761, inclinata di 1,61601° rispetto all'eclittica.